# Вила-Флор
Вила-Флор (порт. Vila Flor; ['vilɐ floɾ]) — посёлок городского типа в Португалии, центр одноимённого муниципалитета в составе округа Браганса. По старому административному делению входил в провинцию Траз-уж-Монтиш и Алту-Дору. Входит в экономико-статистический субрегион Доуру, который входит в Северный регион. Численность населения — 2,5 тыс. жителей (посёлок), 7,7 тыс. жителей (муниципалитет). Занимает площадь 265,52 км².
Праздник посёлка — 24 августа.

## Расположение
Посёлок расположен в 65 км на юго-запад от адм. центра округа города Браганса.
Муниципалитет граничит:
- на северо-востоке — муниципалитет Маседу-де-Кавалейруш
- на востоке — муниципалитет Алфандега-да-Фэ
- на юго-востоке — муниципалитет Торре-де-Монкорву
- на юго-западе — муниципалитет Карразеда-де-Ансьянш
- на северо-западе — муниципалитет Мирандела

## История
Посёлок основан в 1286 году.

## Демография
| Численность населения муниципалитета по годам | Численность населения муниципалитета по годам | Численность населения муниципалитета по годам | Численность населения муниципалитета по годам | Численность населения муниципалитета по годам | Численность населения муниципалитета по годам | Численность населения муниципалитета по годам | Численность населения муниципалитета по годам | Численность населения муниципалитета по годам |
| --------------------------------------------- | --------------------------------------------- | --------------------------------------------- | --------------------------------------------- | --------------------------------------------- | --------------------------------------------- | --------------------------------------------- | --------------------------------------------- | --------------------------------------------- |
| 1801                                          | 1849                                          | 1900                                          | 1930                                          | 1960                                          | 1981                                          | 1991                                          | 2001                                          | 2004                                          |
| 3309                                          | 4069                                          | 9812                                          | 9889                                          | 11 834                                        | 9719                                          | 8828                                          | 7913                                          | 7737                                          |

## Состав муниципалитета
В муниципалитет входят следующие районы:
1. Асариш и Лодойнш (до реформы 2012—2013 годов — отдельные районы Асариш и Лодойнш)[1]
2. Бенльевай
3. Кандозу и Карвалью-де-Эгаш (до реформы 2012—2013 годов — отдельные районы Кандозу и Карвалью-де-Эгаш)[1]
4. Фрейшиел
5. Ройюш
6. Сампайю
7. Самойнш
8. Санта-Комба-де-Вилариса
9. Сейшу-де-Маньозеш
10. Триндаде
11. Вале-Фрешозу
12. Вале-де-Торну и Моран (до реформы 2012—2013 годов — отдельные районы Вале-де-Торну и Моран)[1]
13. Вила-Флор и Набу (до реформы 2012—2013 годов — отдельные районы Вила-Флор и Набу)[1]
14. Вилаш-Боаш и Виларинью-даш-Азеньяш (до реформы 2012—2013 годов — отдельные районы Вилаш-Боаш и Виларинью-даш-Азеньяш)[1]